# Theridiosoma genevensium
Espèce
Synonymes
- Andasta genevensium Brignoli, 1972

Theridiosoma genevensium est une espèce d'araignées aranéomorphes de la famille des Theridiosomatidae.

## Distribution
Cette espèce est endémique du Sri Lanka.

## Description
La femelle holotype mesure 2,38 mm

## Publication originale
- Brignoli, 1972 : Ragni di Ceylon I. Missione biospeleologica Aellen-Strinati (1970) (Arachnida, Araneae). Revue Suisse de Zoologie, vol. 79, p. 907-929 (texte intégral).